# Считанные часы
«Считанные часы» (англ. Hours) — американский драматический триллер, снятый Эриком Хайссерером по собственному сценарию. Главные роли исполнили Пол Уокер, Генезис Родригес, Ти-Джей Хассан и Джадд Лорманд. Картина вышла в широкий прокат 13 декабря 2013 года — через две недели после смерти Уокера в автомобильной катастрофе.

## Сюжет
В 2005 году, незадолго до начала урагана Катрина, житель Нового Орлеана Нолан Хэйс спешит отвезти свою жену Эбигейл, испытывающую родовые схватки на пять недель раньше срока, в больницу. Позже врач объясняет Нолану, что Эбигейл родила дочь, но сама скончалась из-за отказа печени. Хэйс шокирован известием и отказывается в него поверить. Ураган бьёт по городу, и больницу начинает затапливать. Больничный персонал с пациентами эвакуируются, но дочь Хэйса подключена к дыхательному аппарату, который нельзя перевезти. На обещания медсестры скоро вернуться с новыми запасами Хэйс не реагирует и остаётся в пустой больнице с дочерью, которой он даёт имя Эбигейл.
Электричество отключается, и для поддержания работы дыхательного аппарата Нолан находит ручной генератор, который необходимо подзаряжать каждые три минуты. Он также находит внутривенные лекарства для ребёнка, а также напитки и мелкую закуску из торговых автоматов для себя. Генератор постепенно вырабатывает всё меньший и меньший заряд, и время функционирования дыхательного аппарата между перезарядками снижается. В эти короткие периоды Нолан мечется по больнице, пытаясь найти ещё немного запасов. Его попытки позвать на помощь, как с крыши больницы, так и по рации из машины «скорой помощи», безуспешны. Иногда он просто сидит и разговаривает с ребёнком, рассказывая малышке о её маме и их знакомстве. Периодически он также воображает разговор с женой или предаётся коротким воспоминаниям, а также обнаруживает в больнице бездомную собаку, которую он приручает и называет Шерлоком. В попытке найти новый аккумулятор Нолан обнаруживает генератор в затопленном подвале больницы, но едва не погибает от удара током, отсоединяя его. После 36 часов без сна и практически без еды Нолан испытывает галлюцинации и уже не может вращать ручку генератора травмированными руками. Для вращения он использует самодельную педаль, а потом и самодельный рычаг. Чтобы остаться в сознании, он играет с Шерлоком и делится с собакой остатками еды.
В больницу проникают вооружённые мародеры, крадущие лекарства и специальную воду для ребёнка. Один из бандитов натыкается на палату Эбигейл, пока Нолан ищет провизию, но Шерлок прогоняет преступника. Нолан осознаёт, что один из бандитов ранее убил медсестру, которая вернулась в больницу с лекарствами, как и обещала. Хэйс делает себе инъекцию адреналина, чтобы продолжать бодрствовать. В больницу проникают ещё два вооружённых мародера, но Нолану удаётся подкрасться близко к одному из них и вколоть ему смертельную дозу адреналина. Забрав винтовку бандита, Нолан берёт на мушку второго, когда тот выглядывает из палаты Эбигейл. При виде убитого сообщника мародёр пытается атаковать Нолана, но тот убивает его выстрелом в упор, поклявшись дочери, что никто ей не сделает больно.
Проходит ещё несколько часов. Шок, стресс и изнеможение берут верх над Ноланом. Он уже не может вращать ручку генератора и случайно отламывает её при очередной попытке зарядить дыхательный аппарат. Его попытки починить генератор безуспешны, и он делает дочери искусственное дыхание через рот. Дыхательный аппарат начинает пищать, но у Нолана уже нет сил что-либо предпринять, и он падает на пол. На помощь приходит Шерлок, который лаем привлекает внимание только что прибывших двух санитаров. Нолан приходит в сознание, и крик ребёнка даёт ему понять, что девочка научилась дышать самостоятельно. Санитары грузят Нолана на каталку и дают ему ребёнка на руки. Прижав девочку к себе, Нолан плачет от счастья.

## Производство
Съёмки картины проходили в марте 2012 года в Новом Орлеане.

## Релиз

### Премьера
Премьера картины состоялась 10 марта 2013 года на фестивале «South By Southwest», а выход в широкий прокат США состоялся 13 декабря 2013 года.

### Отзывы
На сайте Rotten Tomatoes имеет рейтинг 64 % на основе 33 рецензий. Согласно агрегатору Metacritic, картина получила оценку 55 балла из 100 на основе 16 рецензий.
Элизабет Вейцман из «New York Daily News» дала положительную рецензию, написав: «Большую часть фильма зритель испытывает напряжённое сочувствие, которое постепенно перерастает в по-настоящему тревожное чувство страха».
В своём отзыве Джоуи Лейден из «Variety» написал: «Гениальная в своей простоте завязка фильма помогает создать максимальное напряжение».